# Kawasaki Ki-32
Die Kawasaki Ki-32 ist ein leichtes zweisitziges Bombenflugzeug des Zweiten Weltkrieges. Als letzter Bomber der japanischen Streitkräfte war sie mit einem V-Motor ausgerüstet. Der alliierte Codename lautet Mary.

## Geschichte
Die Entwicklung begann im Mai 1936 als Konkurrenzentwurf zur Mitsubishi Ki-30. Ausgelegt als freitragender Tiefdecker in Ganzmetallbauweise, erhielt die Ki-32 ein robustes, für den Einsatz auf unbefestigten Pisten konstruiertes Fahrwerk. Es war nicht einziehbar und stromlinienförmig verkleidet. Als Triebwerk diente ein Kawasaki Ha-9-IIb. Der Erstflug erfolgte im März 1937. Bei einem Vergleichsfliegen mit der Ki-30 zeigte sich die Ki-32 in Bezug auf die Flugeigenschaften, insbesondere Wendigkeit, zwar überlegen, litt jedoch unter dem chronisch unzuverlässigen Motor. Trotzdem erging für beide Typen ein Serienauftrag.
Im Juli 1938 lief die Produktion mit der offiziellen Bezeichnung Heerestyp 98 Einmotoriger Leichter Bomber an. Im gleichen Jahr erfolgte während des Krieges mit China der erste Kampfeinsatz. Die Piloten zeigten sich mit der Manövrierfähigkeit des Musters zufrieden, bemängelten jedoch die hohe Beschussempfindlichkeit des flüssigkeitsgekühlten Antriebes. Zu Beginn des Pazifikkrieges stand die Ki-32 in vorderster Linie im Einsatz und flog unter anderem Angriffe gegen Hongkong. Im weiteren Verlauf der Kämpfe veraltete sie jedoch schnell und wurde ab 1942 nur noch als Fortgeschrittenentrainer eingesetzt. Die Produktion endete im Mai 1940 nach der 854. Maschine, inklusive der acht gebauten Prototypen.

## Technische Daten

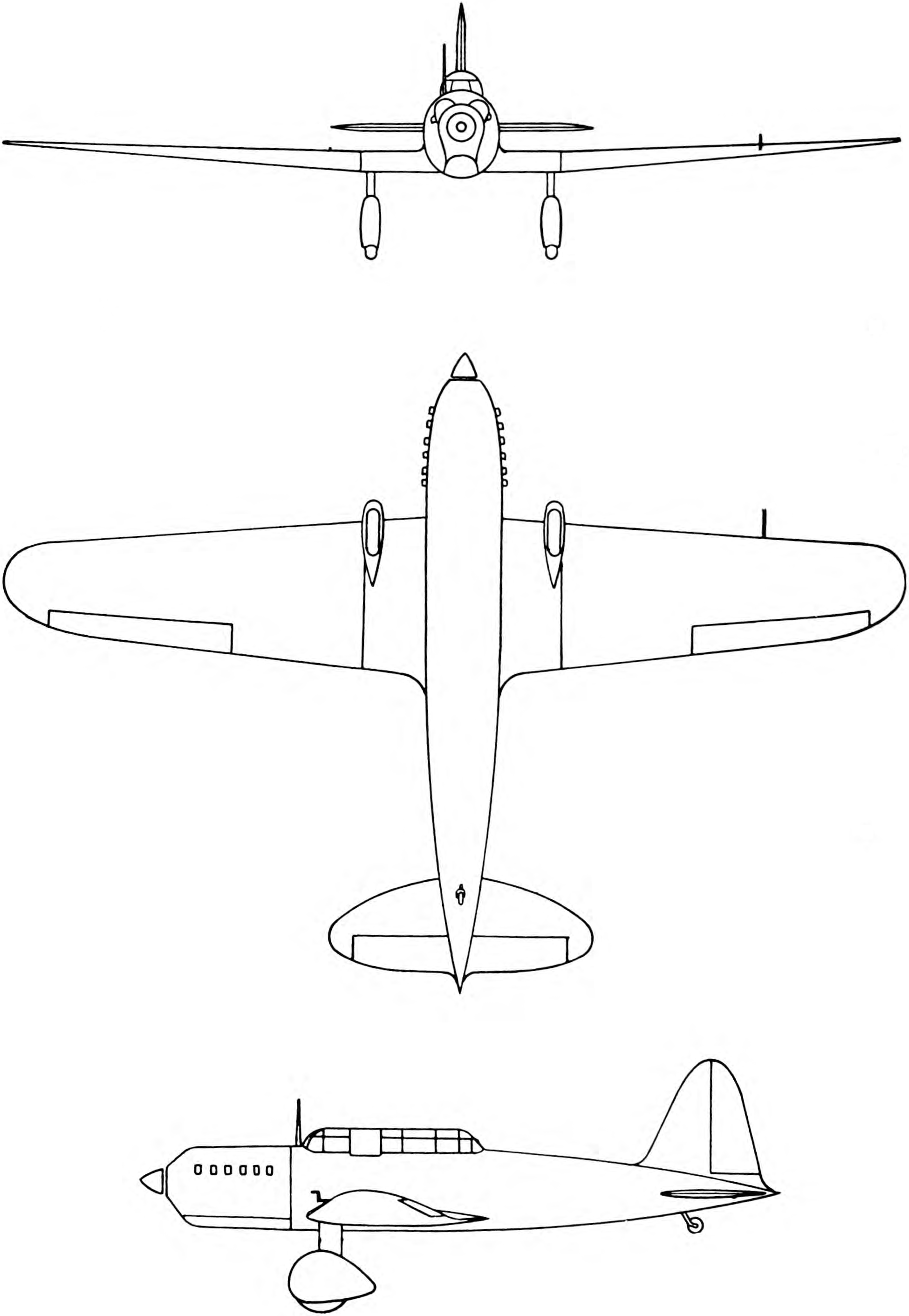
Dreiseitenansicht

| Kenngröße             | Daten                                                           |
| --------------------- | --------------------------------------------------------------- |
| Besatzung             | 2 (Pilot / Bordschütze)                                         |
| Länge                 | 11,64 m                                                         |
| Spannweite            | 15,00 m                                                         |
| Höhe                  | 2,90 m                                                          |
| Flügelfläche          | 34,00 m²                                                        |
| Flügelstreckung       | 6,6                                                             |
| Leermasse             | 2349 kg                                                         |
| Startmasse            | normal 3540 kg maximal 3762 kg                                  |
| Antrieb               | ein flüssigkeitsgekühlter 12-Zylinder-V-Motor Kawasaki Ha-9-IIb |
| Leistung              | 850 PS (ca. 630 kW)                                             |
| Höchstgeschwindigkeit | 423 km/h in 3490 m Höhe                                         |
| Marschgeschwindigkeit | 300 km/h                                                        |
| Steigzeit             | 10,55 min auf 5000 m Höhe                                       |
| Dienstgipfelhöhe      | 8900 m                                                          |
| Reichweite            | normal 1300 km maximal 1960 km                                  |
| Bewaffnung            | ein starres 7,7-mm-MG Typ 89 ein bewegliches 7,7-mm-MG Typ 89   |
| Bombenzuladung        | normal 300 kg maximal 450 kg                                    |

## Nutzer
- Japan: Kaiserlich Japanische Heeresluftstreitkräfte
- Mandschukuo: Luftstreitkräfte des Mandschurischen Kaiserreichs